# Rhodopygia hollandi
Die Rhodopygia hollandi ist eine der fünf Libellenarten der Gattung Rhodopygia aus der Unterfamilie Sympetrinae. Sie tritt von den  Bundesstaaten Brasiliens, Mato Grosso und Pará, bis Perú, Venezuela und Surinam auf. Erstmals beschrieben wurde die Art im Jahr 1906 von Philip Powell Calvert anhand eines Tieres aus Guatemala.

## Bau der Imago
Der Hinterleib (Abdomen) misst bei den Männchen zwischen 32 und 35 Millimetern. Bei den Weibchen misst er 33 bis 34 Millimeter. Während dieser Körperteil bei den Männchen hellrot ist, ist er bei den Weibchen bräunlich gelb. Die übrige Färbung gleicht sich bei beiden Geschlechtern. Der Thorax und die Beine sind braungelb. Im Gegensatz zum sonst grünroten Gesicht ist das Labium gelblich.
Die Hinterflügel messen bei den Männchen zwischen 33,5 und 37 Millimetern, während die Länge bei den Weibchen von 37,5 bis 40 Millimeter reicht. Das Flügelmal (Pterostigma) erreicht bei den Weibchen 4,0 bis 4,3 Millimeter und misst bei den Männchen 3,8 bis 4,2 Millimeter. Die Anzahl der Antenodaladern liegt zwischen 17 und 18.

## Ähnliche Arten
Die Art ähnelt stark Erythemis haematogastra. Neben der leicht anderen Färbung lassen sich die beiden Arten über die Form des Abdomens sowie die Geschlechtsorgane unterscheiden. Auch die Zahl der Antenodaladern liegt bei Erythemis haematogastra mit 14 bis 16 tendenziell etwas niedriger.

## Belege
1. 1 2 3  J. Belle - Synopsis of the Neotropical genus Rhodopygia Kirby, 1889 (Odonata: Libellulidae), Zool. Med. Leiden 72 (1), (1998) 1–13, ISSN 0024-0672.

## Weblink
- Rhodopygia hollandi in der Roten Liste gefährdeter Arten der IUCN 2013.2. Eingestellt von: von Ellenrieder, N., 2007. Abgerufen am 24. Februar  2014.